# Camulogenus
Camulogenus was een Galliër uit de stam van de Aulerci. Volgens Julius Caesar leidde hij de coalitie van de volkeren van de Seine in 52 v.Chr. tegen de Romeinse overheersing van Gallië.

## Slag bij Lutetia
Tijdens de algemene opstand van de Galliërs onder leiding van Vercingetorix in Gallië tegen Julius Caesar, was Camulogenus ook aangesloten bij de nieuwe coalitie. Hij stond aan het hoofd van de coalitie van de volkeren langs de Seine. Hij maakte gebruik van de tactiek van de verschroeide aarde door Lutetia (Parijs) in brand te steken. Daarna probeerde hij de troepen van Titus Labienus, een luitenant van Caesar, in de val te lokken. De eerste gevechten waren een succes voor de Galliërs, want de troepen van Labienus zaten vast in het moeras aan de Bièvre. Labienus trok zich terug naar Metlosedum (Melun). Hij voerde een tegenaanval uit en slaagde erin om de Galliërs op enkele plaatsen op de vlucht te jagen, en door op zijn beurt zijn vijanden in de val te lokken. Camulogenus gaf het bevel om de bruggen te vernietigen, maar ondanks de versterkingen van de Bellovaci versloeg Labienus de Galliërs nu volledig in de Slag bij Lutetia. Camulogenus sneuvelde tijdens de slag.

## Nalatenschap
In Parijs is de Rue Camulogène naar hem vernoemd. Deze straat bevindt zich niet ver van de Rue Vercingétorix, genoemd naar de leider van de Gallische opstand.